# Zwergolivenschnecken
Die Zwergolivenschnecken (Olivellidae) sind eine Familie kleiner, ausschließlich mariner Schnecken, die vorwiegend in wärmeren Meeren leben.

## Merkmale
Die olivenförmigen Gehäuse der Zwergolivenschnecken haben eine glatte, glänzende Oberfläche und sind oft mit einem Farbmuster versehen. Die Länge der Gehäusemündung nimmt nur ein Drittel bis die Hälfte der gesamten Gehäuselänge ein. Anders als die Olivenschnecken haben die Zwergolivenschnecken keine Fühler und keine Augen, ebenso fehlen ihnen Nebenspeicheldrüsen. Das Operculum ist meist hornig und verschließt die gesamte Gehäusemündung.

## Verbreitung und Lebensweise
Die meisten Arten der Zwergolivenschnecken sind in tropischen und subtropischen Gewässern Nord- und Südamerikas, teilweise in gemäßigtem Klima in Nordamerika anzutreffen. Einige Arten leben an den Küsten Australiens.
Die Zwergolivenschnecken bewohnen als Weichbodenbewohner sandigen und schlammigen Untergrund, wo sie sich von der Meiofauna und Mikrofauna ernähren, unter anderem von Foraminiferen. Während die amerikanischen Arten in der Gezeitenzone und unterhalb zu finden sind, leben die australischen Arten unterhalb der Gezeitenzone bis etwa 100 Meter Tiefe.

## Systematik
Die Familie Olivellidae bildet nach Bouchet & Rocroi (2005) zusammen mit der Familie der Olivenschnecken (Olividae) die Überfamilie Olivoidea.
Zu den Zwergolivenschnecken gehören drei Gattungen:
- Janaoliva Sterba & Lorenz, 2005
- Olivella Swainson, 1831
- Olivellopsis Thiele, 1929

Folgende Gattungen sind Synonyme:
- Dactylidia H. Adams & A. Adams, 1853 : Synonym von Olivella Swainson, 1831
- Janoliva [sic]: Synonym von Janaoliva Sterba & Lorenz, 2005

Die Zwergolivenschnecken werden von Ponder & Lindberg (1997) noch zur Familie Olividae innerhalb der Überfamilie Muricoidea gerechnet. Bouchet & Rocroi (2005) führen sie bereits als eigene Familie in der Überfamilie Olivoidea.